# Martiusstraße
Die Martiusstraße im Münchner Stadtteil Schwabing führt von der Leopoldstraße zum Kißkaltplatz.
Sie wurde nach dem Naturforscher Carl Friedrich Philipp von Martius benannt. Er war Direktor des Botanischen Gartens in München und Mitglied der Bayerischen Akademie der Wissenschaften.

## Erscheinungsbild
Bei der Martiusstraße handelt es sich um ein geschütztes Bauensemble aus einer Reihe herrschaftlicher Mietshäuser, die Anfang des 20. Jahrhunderts als geschlossene Konzeption innerhalb von zwei Jahren im damals zeitgemäßen Jugendstil entstanden. Die Straße war bereits um 1885 vor der Eingemeindung Schwabings nach München als verbindendes Straßenstück zwischen der damals noch als Schwabinger Landstraße bezeichneten Leopoldstraße und der Königinstraße konzipiert worden. Bebaut wurde sie zwischen 1906 und 1908 im westlichen Abschnitt bis zum damaligen Kaulbachplatz (heute Kißkaltplatz). Als östliche Verlängerung der Achse Elisabeth-/Franz-Joseph-Straße wurde auch die Martiusstraße bevorzugter Bereich für herrschaftliche Mietshäuser in Schwabing. Anton Hatzl, Architekt und Besitzer gleichzeitig, ließ an der Nordseite eine geschlossene Reihe von vier Bauten (Nr. 1, 3, 5, 7) und südlich gegenüber ein weiteres Gebäude (Nr. 4) errichten. Dieses wurde durch zwei ähnlich gestaltete Häuser (Nr. 6, 8) von Franz Popp ergänzt. Lediglich letzteres hat seine aufwändige Fassadengestaltung im Zuge der Beseitigung von Kriegsschäden eingebüßt, so dass seine einstige architektonische Bedeutung als baulich betonter Auftakt der Straßenzeile zusammen mit dem unveränderten Objekt Martiusstraße 7 nicht mehr eindeutig zum Tragen kommt. Unter einheitlicher Konzeption entstanden an dem kurzen, geraden Straßenstück viergeschossige vornehme Mietshäuser in der dem neobarocken Jugendstil charakteristischen Plastizität und reichen Ornamentierung. Die angrenzenden Gebäude ergänzen den Straßenraum.
Südlich der Martiusstraße im Bereich der Hausnummer 2 befinden sich vom BLfD als Bodendenkmal geschützte Körpergräber des frühen Mittelalters (D-1-7835-0419).

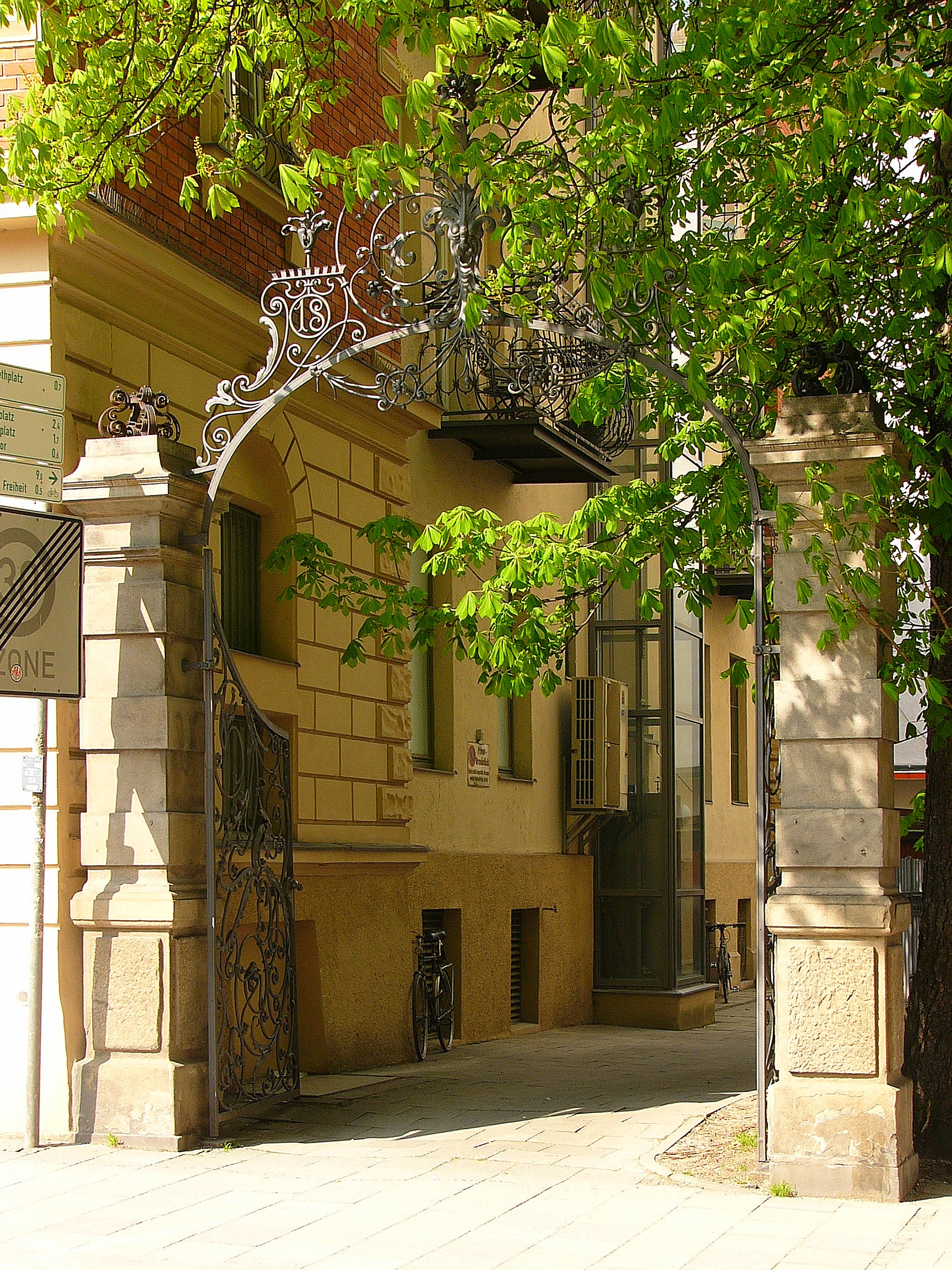
Zwei Torpfeiler mit Gitter von 1890 am Beginn der Martiusstraße zu 1889 von Friedrich Steffan erbautem Neorenaissance-Eckbau an der Ecke zur Leopoldstraße
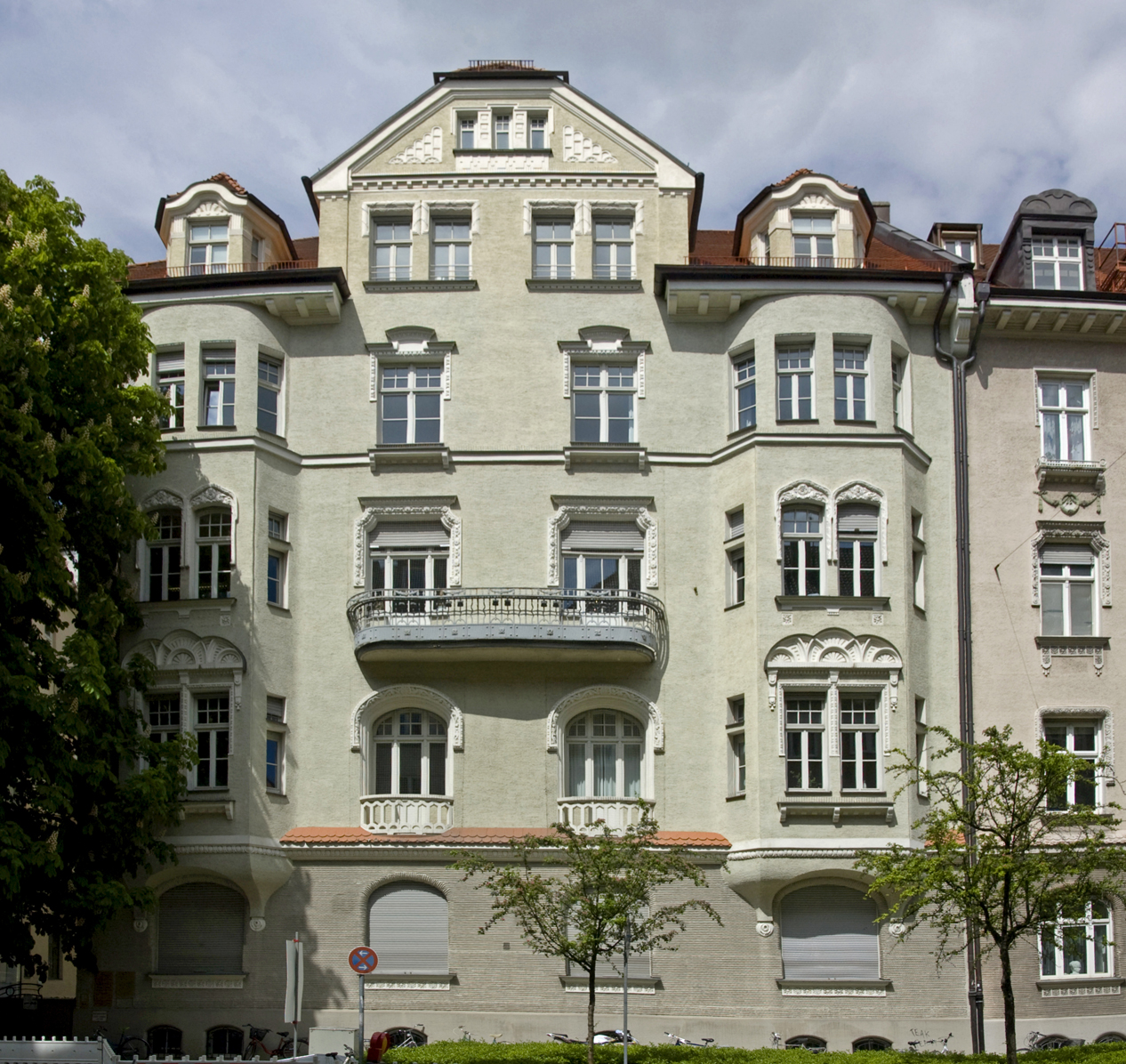
Reich gegliedert und stuckierter 1906–07 von Anton Hatzl erbauter Jugendstilbau mit zwei Erkern und Giebel in der Martiusstraße 1
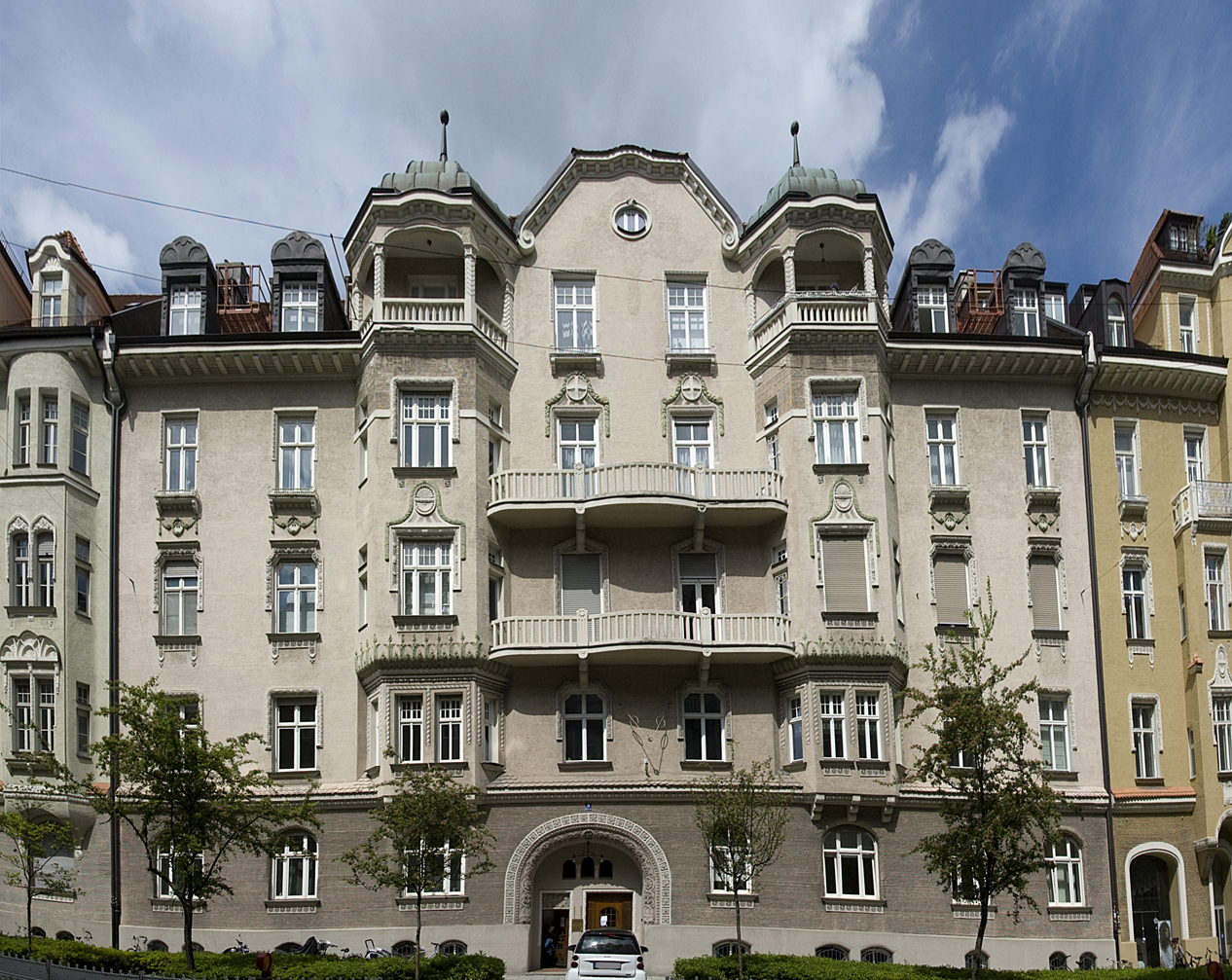
1906 von Anton Hatzl erbauter Jugendstilbau mit breiter Doppelerkerfassade in der Martiusstraße 3
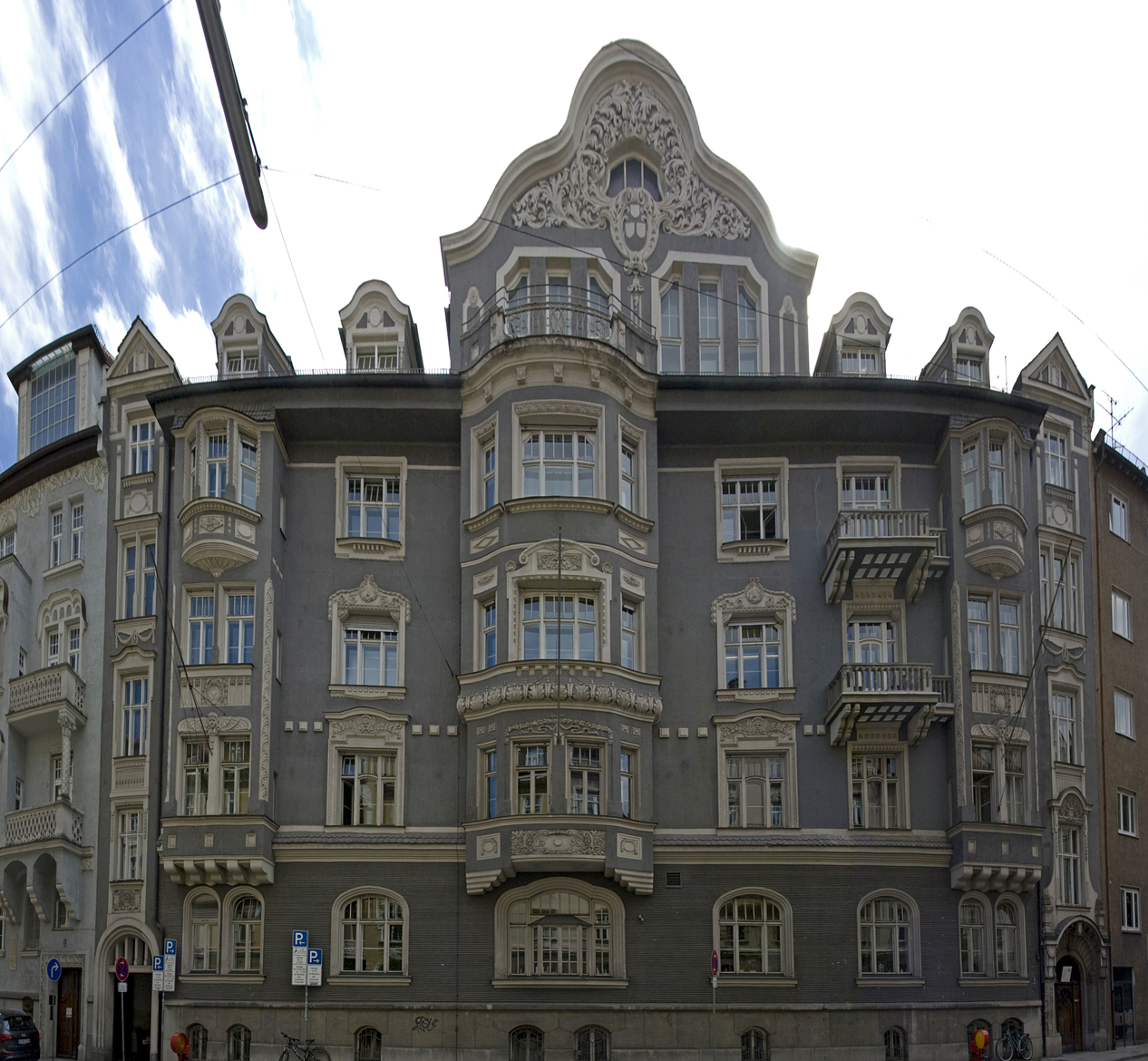
Jugendstilbau in der Martiusstraße 4
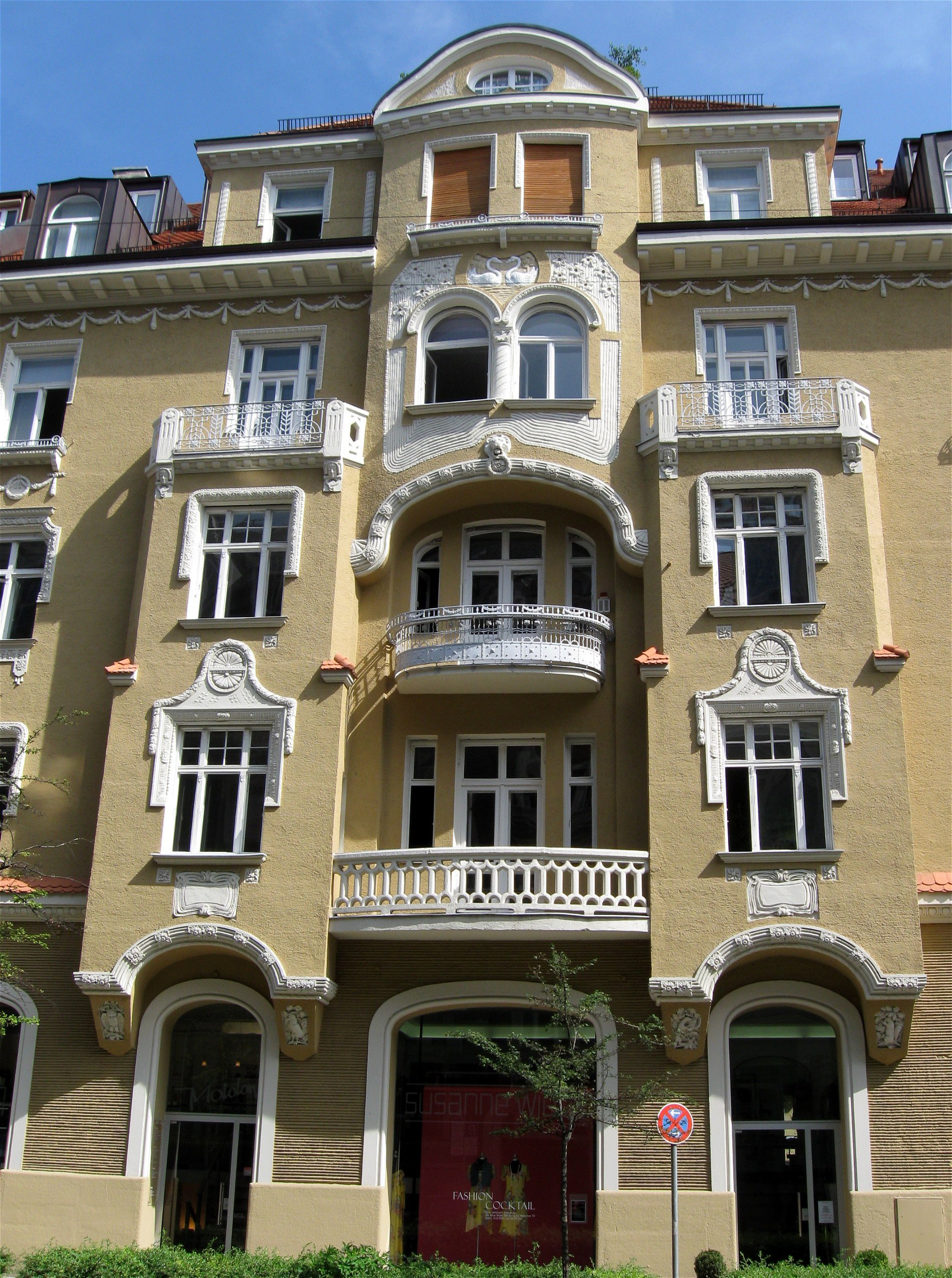
Jugendstilbau in der Martiusstraße 5
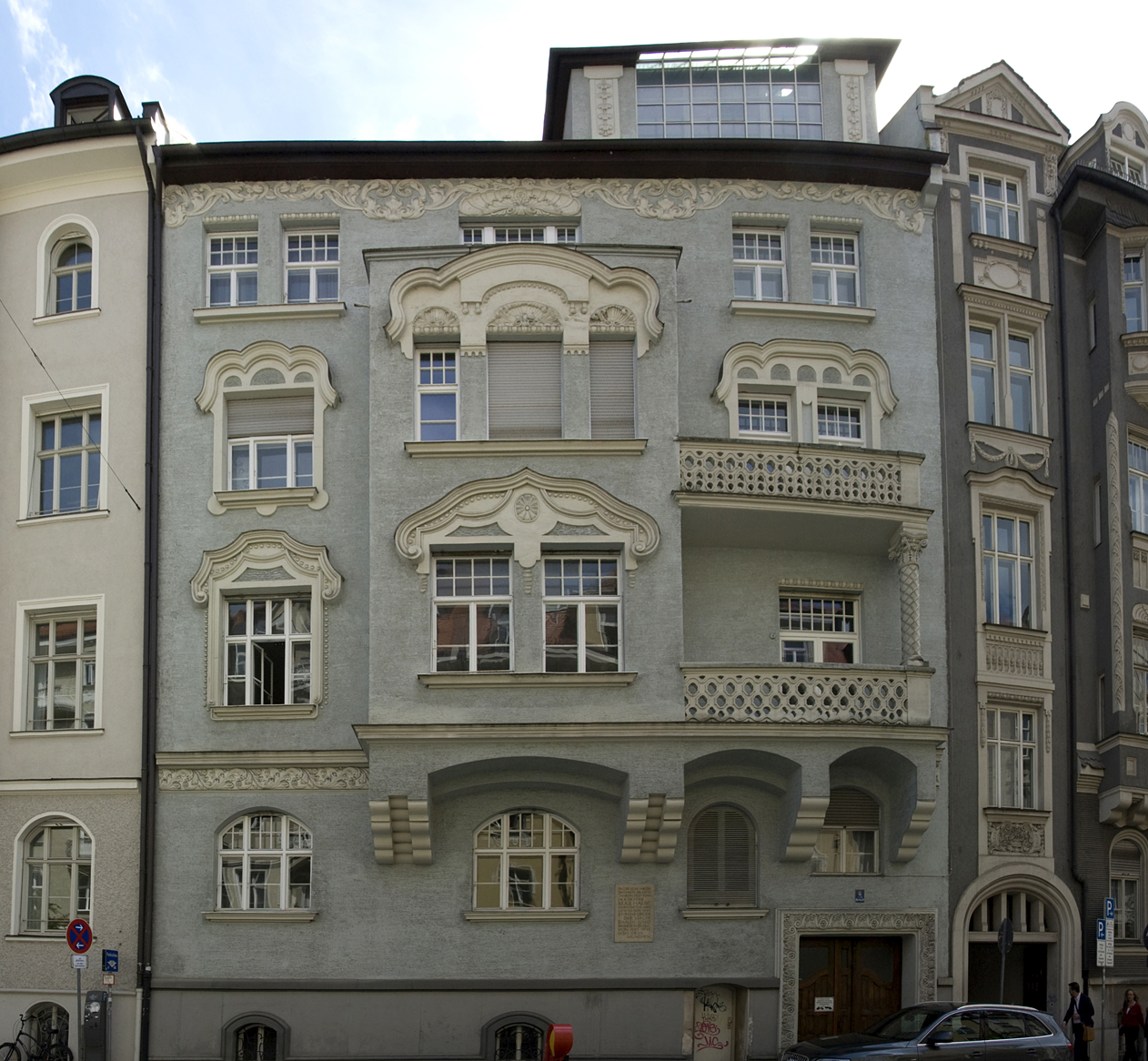
1906–07 von Franz Popp erbauter Bau in der Martiusstraße 6; 1937–44 Wohnhaus des Dichters Max Halbe
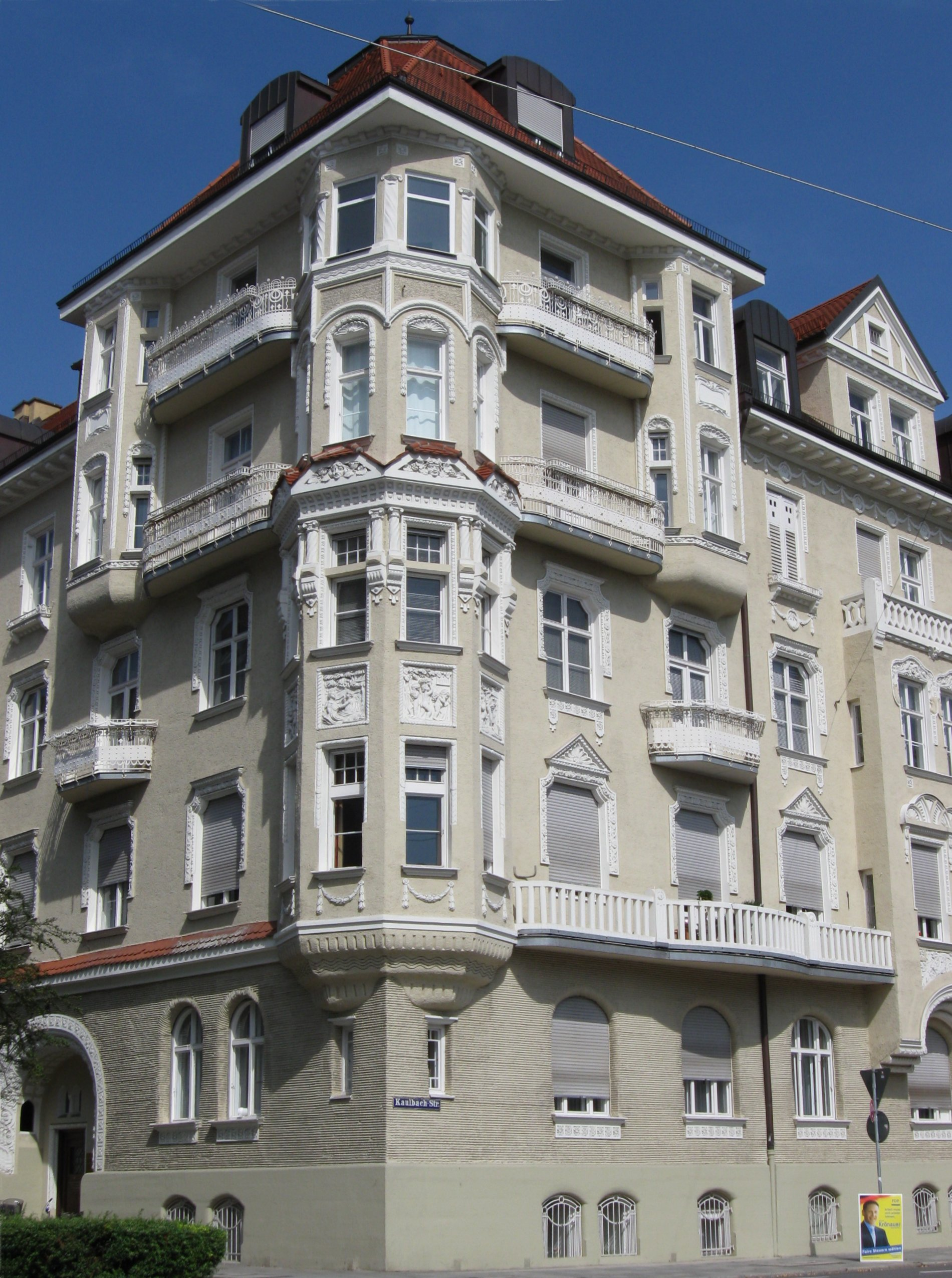
Jugendstilbau in der Martiusstraße 7, wo die Galerie Otto Stangls von 1948 bis 1962 beheimatet war

## Verkehr
Die Metrobuslinie 54, die Nachtbuslinien 43 und 44 sowie die Buslinien 150 und 154 führen in beiden Richtungen durch die Martiusstraße. Bereits seit den 1990er Jahren ist eine Tramlinie durch die Martiusstraße in Diskussion, die vom Kurfürstenplatz durch die Martiusstraße in den Englischen Garten am Chinesischen Turm vorbei geführt werden soll und so eine Nordtangente zwischen Neuhausen und Bogenhausen realisieren würde. Die Garten-Tram soll nach dem Wunsch der Stadt München mit Akkus betrieben werden, um auf Oberleitungen im Englischen Garten verzichten zu können, der Freistaat Bayern als Grundstückseigentümer des Englischen Gartens lehnte die Tramverbindung aber lange ab. Der endgültige Beschluss für den Bau steht immer noch aus.

## Prominente Anwohner

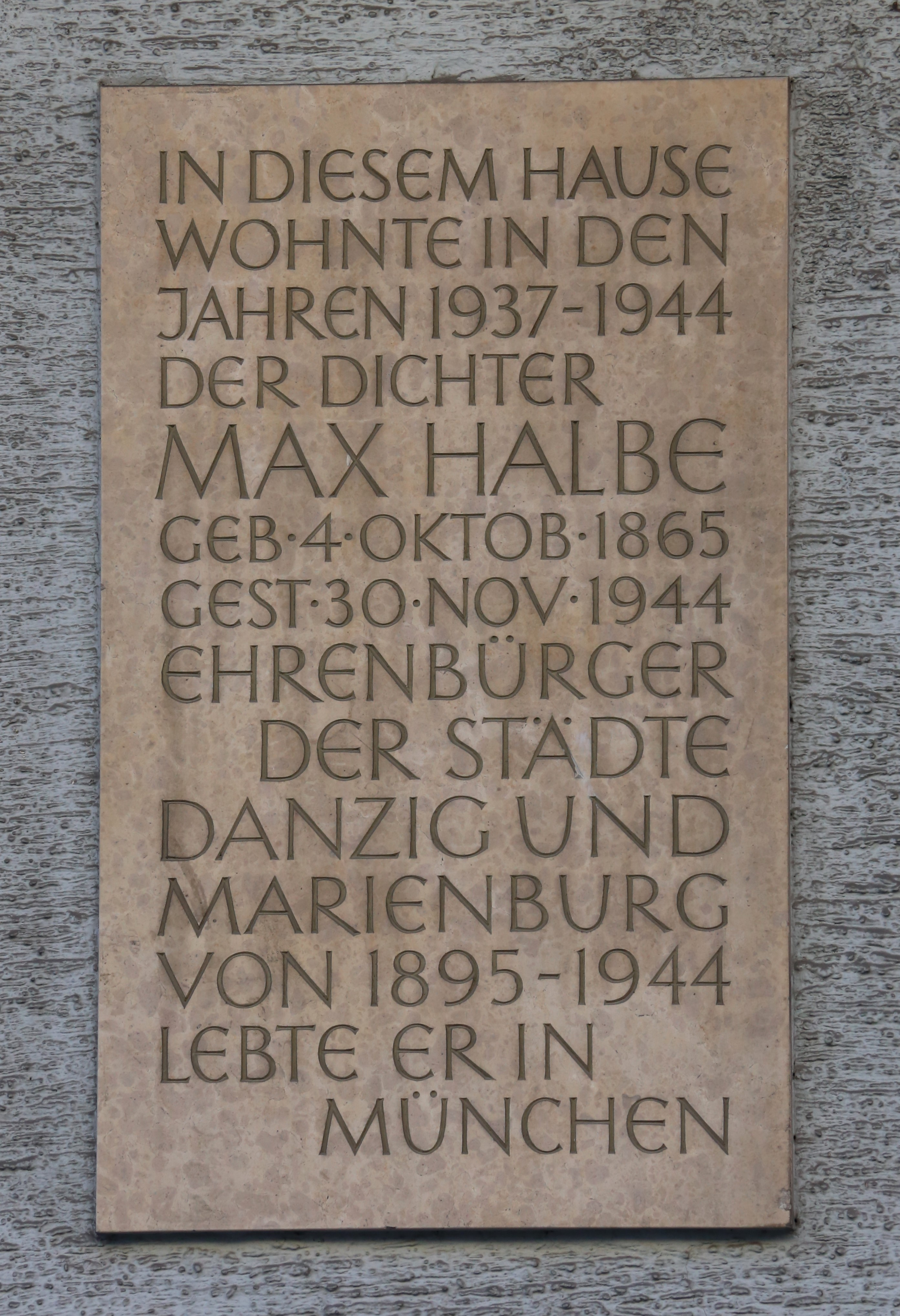
Gedenktafel für Max Halbe an Nr. 6

Der Zoologe und Evolutionsbiologe Richard Semon lebte von 1907 an in der Martiusstraße 7. Von 1937 bis 1944 lebte der Dichter Max Halbe in der Martiusstraße 6. Max Mayrshofer hatte von 1911 bis 1944 sein Atelier in der Martiusstraße. Auch der Schriftsteller Josef Ponten lebte gemeinsam mit seiner Frau, der Malerin Julia Ponten von Broich (1880–1947) in der Martiusstraße 7.
Otto Stangl und seine Frau Etta gründeten 1948 in einer hoch gelegenen Etage an der Martiusstraße 7 die Moderne Galerie Etta und Otto Stangl, die dort mit ihren Geschäftsräumen bis 1962 bestand und einer der wichtigsten Treffpunkte von Avantgardekünstlern in München war. Entsprechend fand auch die Gründung der Gruppe ZEN 49, einer Gruppe von sieben deutschen Künstlern, 1949 in Stangls Galerie statt. Bis 2002 logierte die 1968 in der Prinzregentenstraße gegründete Galerie Rüdiger Schöttle in der Martiusstraße 7.
Als in der Nacht des 21. Juni 1962 zwei Polizisten an der Ecke der Martiusstraße zur Leopoldstraße fünf junge Gitarristen am Musizieren hindern wollten, führte dies zu Straßenschlachten zwischen bis zu 40.000 vor allem jugendlichen Protestteilnehmern und zum Teil berittenen Polizisten, die als die Schwabinger Krawalle in die Geschichtsbücher eingingen.
Die Martiusstraße hat auch ihren Ort im Roman Doktor Faustus von Thomas Mann gefunden. In dem Spätwerk von Thomas Mann beschrieb er seit 1919 bei „Dr. Sixtus Kridwiß“, einem Graphiker, stattfindende „Herrenabende“ in der Martiusstrasse. Emil Preetorius diente Thomas Mann als Vorbild für die Figur Kridwiß.